# Iosif Trifa

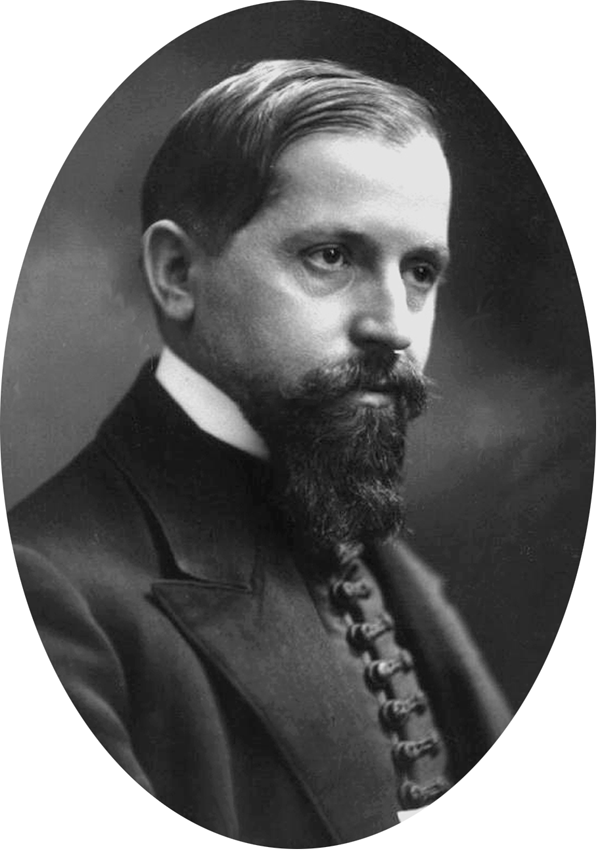
Iosif Trifa

Iosif Trifa (n. 3 martie 1888, Certege, comitatul Turda, Austro-Ungaria - d. 12 februarie 1938, Sibiu, România) a fost un preot ortodox român care a pus bazele mișcării Oastea Domnului.

## Viața
Iosif Trifa s-a născut în familia lui Dimitrie și Ana Trifa, ca al patrulea din cei șase fii ai acestora. Pruncul Iosif a fost botezat în ziua de 6 martie 1888.
La șapte ani, în 1895, începe școala primară în satul său, iar din anul 1900 urmează cursurile Gimnaziului din Beiuș, după care studiază teologia la Sibiu.
În 1910 este numit învățător confesional în localitatea Vidra de Sus, satul în care se născuse Avram Iancu.
În 1911 se căsătorește cu Iuliana Iancu, nepoată de frate a lui Avram Iancu. Tot în acest an este hirotonit preot în Vidra. În 1912 are primul copil, o fetiță, Olimpia, care moare în anul următor. În 1914 are al doilea copil, un băiat, Titus-Gheorghe, care la fel moare în următorul an. Tot în acest an începe primul război mondial. Ardealul se găsește sub stăpânirea austro-ungară. În 1916 are al treilea copil, un băiat, căruia îi pune numele la fel ca primului: Titus-Gheorghe. A fost singurul fiu rămas în viață. În 1918 are al patrulea copil, o fetiță – Augustina. Se sfârșește Marele Război, dar izbucnește epidemia de gripă (spaniolă) care seceră multe vieți. I se îmbolnăvește grav soția Iuliana, împreună cu fiica Augustina. După o scurtă zăcere, mor amândouă și le înmormântează lângă cei doi copii, în fața bisericuței de lemn din Vidra de Sus. Rămâne numai cu fiul său Titus Gheorghe (Tit), orfan de mamă la numai trei ani.

## Chemarea Bisericii
Încă din timpul studiului la Gimnaziul din Beiuș, unde a fost mereu printre primii elevi, a întreținut legături culturale și colegiale cu mulți alți elevi fruntași din alte școli din Ardeal, ca și din România. Corespondența lui de atunci este plină de căldură evanghelică și de sentiment patriotic.
Încă din anii studenției de la Sibiu a început să publice articole și relatări despre diverse întâmplări din Țara Moților și din  viața oamenilor de la țară, în sprijinul plugarilor și al muncitorilor, care duceau tot greul impozitelor și al războiului, dar erau cei mai nedreptățiți și lipsiți.
După terminarea Teologiei, în timpul funcționării ca învățător, apoi preot, în satul Vidra de Sus, a continuat munca de publicist și apărător al cauzei moților nedreptățiți.
Pe lângă aceste scrieri cu caracter social, cultural și patriotic, părintele Iosif începe și un alt gen de lucrări cu caracter moral-biblic, în paginile de duminică ale diferitelor ziare și reviste, atât laice, cât și bisericești. Astfel că la data terminării războiului, prin anii 1920, el era un cunoscut și apreciat scriitor, mai ales bisericesc, din Ardeal. În timpul acesta îi apare prima sa carte de predici, „Spre Canaan”, tipărită la Arad.
Datorită talentului său, precum și a relațiilor sale cu diferite personalități ale vieții culturale și religioase, este chemat în același timp pentru a ocupa diferite posturi importante, atât la Cluj, de către prietenul său, profesorul Ioan Lupaș, cât și la Sibiu, de către noul mitropolit de atunci, Nicolae Bălan, care îi fusese și profesor în anii de teologie de la Sibiu.
Alege Sibiul și intră ca duhovnic la Academia Teologică și ca director la orfelinatul ortodox.
În același timp are loc la Mitropolia Ardealului un fel de congres biblic, o mișcare puternic progresistă pentru emanciparea biblică a Bisericii și a neamului nostru, acum în noua viață organizată a României Mari. După independența națională și întregirea teritorială cu care am ieșit din marele război lung și greu care abia se terminase.
În cadrul mai multor măsuri de reorganizare care se concepuseră la acest congres și ca urmare a lui, s-a hotărât și înființarea unei gazete religioase pentru popor, care să inițieze o mare mișcare de masă pentru o viețuire creștinească autentică și organizată.
Procesul acesta de armonizare a unei lumi răvășite de războiul greu, de stăpânirile străine, de interesele feluritelor partide, de întunericul analfabetismului și mai ales de îndobitocirea păcatelor și corupției în care zăceau bietele mulțimi care erau ca o turmă fără păstor – se anunța anevoios, greoi și lung. Munca pentru îndreptarea atâtor rele, atât de adânc înrădăcinate în firea și în viața acestor biete mulțimi, va fi nu numai nespus de grea, dar și nespus de lungă, din pricină că nu numai mijloacele pentru ducerea acestei lupte lipseau aproape cu desăvârșire, dar și pentru că cei care erau hotărâți să se sacrifice pentru idealul acesta erau nespus de puțini.
În anul 1922, când se hotărăște la conducerea Mitropoliei Sibiului să se înceapă apariția foii religioase pentru popor numite „Lumina Satelor”, la conducerea ei a fost așezat ca redactor preotul Iosif Trifa, acesta păstrând în paralel și postul de duhovnic al teologilor și de director al orfelinatului.
Așa s-a ajuns la Noaptea de Bilanț și de Revelație a Anului Nou 1923. Din această noapte de zbucium și de prăbușire s-a născut saltul strălucit și înnoitor al Oastei Domnului. Acesta a rămas pe totdeauna primul An Nou cu adevărat al acestei credințe și al acestui neam care nu avuseseră până atunci decât ani vechi, începuți și sfârșiți în același vechi și întunecos fel al păcatului, al necredinței, al bigotismului și al formalismului înghețat și împilat în robia păcatului și păcătoșirii.
În 1928 a avut loc la Arad primul congres al preoților misionari de sub patronajul P.S. Grigorie Comșa, episcopul locului. Acest congres avea să elaboreze un „Statut al Asociației preoților misionari pentru a fi trimis Sfântului Sinod spre aprobare, pr. I. Trifa
fiind ales în comitetul de conducere."

## Caterisirea
În 1935, Mitropolia înaintează dosarul cu caterisirea preotului Iosif Trifa la Sfântul Sinod, după un conflict amar cu superiorul său, mitropolitul Nicolae Bălan. În ședința sa din 13 martie 1936, Sfântul Sinod confirmă sentința de condamnare la caterisire cu nr. 4/1935 a Consistoriului Mitropolitan din Sibiu. În întâmpinarea acestei confirmări, părintele Trifa, deși bolnav, se deplasează la București, depunând Cancelariei Sf. Sinod o cerere de grațiere la data de 16 martie 1936. Este semnificativ faptul că la această cerere Sf. Sinod va răspunde abia după un an, în ședința din 9 martie 1937, probabil sperând într-o împăcare la centrul Oastei din Sibiu.
După un proces bisericesc în urma căruia este caterisit, preotului Iosif Trifa îi este interzis de a publica. El decedează în urma unei operații pe cord la 12 februarie 1938, iar a patra zi după moarte, ca o monstruoasă condiție fără de care nu putea fi nici înmormântat, i-a fost luată și haina de preot, sfâșiată în bucăți și ruptă de pe trupul său din sicriu.
La mormântul preotului Iosif Trifa din cimitirul Sibiului vin sute și mii de suflete recunoscătoare nu numai de cele două ori pe an: în 12 februarie, data decesului său, sau de Praznicul Duhului Sfânt – Sărbătoarea Oastei Domnului, ci în fiecare zi.

## Iertarea postumă
În ședința sa din 28 septembrie 1990, Sfântul Sinod al Bisericii Ortodoxe Române – la propunerea Preasfințitului Serafim Joantă al Germaniei – decide ridicarea caterisirii preotului Iosif Trifa.

## Opera (selecție)
- Spre Canaan... Predici la vremile noastre, Arad, 1920, 80 p.;
- Evangheliile duminicilor de peste an și tâlcuirea îor, Sibiu, 1925, 52 p.;
- Adânciri în Evanghelia Mântuitorului, Sibiu, 1926, 48 p.;
- Din pildele Mântuitorului, Sibiu, 1927, 71 p. (ed. a IV-a, 1936,63 p.);
- Pe urmele Mântuitorului. Însemnări din călătoria la Ierulalim, Sibiu, 1927,232 P. (ed. a II-a, 1928,240 p.);
- Mai lângă domnul meu, mai lângă  El..., Sibiu, 1928,70 P. (ed. a III-a, 1934, 80 p.);
- Sodoma și Gomora, Sibiu, 1929, 64 p.;
- Trăim vremuri biblice, Sibiu, 1929, 64 p.;
- Corabia lui Noe, Sibiu, 1930, 104 P.;
- Oglinda inimii omului, Sibiu, 1930, 116 P.;
- Duhul Sfânt, Sibiu, 1932-1936, 64 + 56 + 64 p.;
- Cântați Domnului, Sibiu, 1932, 96 p.;
- Ce este Oastea Domnului?, ed. a V-a, Sibiu, 1934, 240 p.
- Tâlcuirea Evangheliilor, Sibiu, 1934, 128 p.
- Sudalma, Sibiu, 1935, 55 p. (ed. a 11-a, 1936, 64 P.);
- Treizeci de povestiri religioase, Sibiu, 1936, 64 p.;
- Munca și lenea văzute în lumina Evangheliei, Sibiu, 1936, 72 p.;
- Fiul cel pierdut. Pilda din Evanghelie, ed. I, Sibiu, 1937,64 p.;
- Ia-ți crucea ta, ed. a III-a, Sibiu, 1937, 39 P.;
- Biblia, Cartea vieții, Sibiu, 1938, 96 p.;
- 600 istorioare religioase (6 fasc.), Sibiu, 1930-1938, 383p
- În colaborare cu Prof. Dr. Grigorie Cristescu a tradus din Sadhou Sundar Shing: La picioarele Stăpânului meu, Sibiu, 1929, 64 p.